# Milagros Sequera
Milagros Sequera Huss (San Felipe, Yaracuy, 30 de septiembre de 1980) es una tenista profesional venezolana-australiana. Sequera incursionó en el tenis a la edad de siete años, su superficie favorita es la pista dura, y fue entrenada por Larry Willens hasta su retiro en 2009.
Milagros Sequera ganó varios títulos del circuito Challenger y del circuito profesional WTA tanto en individuales como en dobles. Además, participó representando a Venezuela, consiguiendo importantes resultados a nivel internacional.
En 2009, Sequera se casó con el tenista australiano Stephen Huss en Melbourne, Australia, y actualmente viven en San Diego, California.

## Títulos (4; 1+3)

### Individuales (1)
| Leyenda                    |
| Grand Slam (0)             |
| WTA Tour Championships (0) |
| Tier I (0)                 |
| WTA Tour (1)               |

| N.º | Fecha                | Torneo | Superficie    | Oponente en la final | Resultado |
| --- | -------------------- | ------ | ------------- | -------------------- | --------- |
| 1.  | 6 de octubre de 2007 | Fes    | Tierra batida | Aleksandra Wozniak   | 6-1 6-3   |

### Finalista en individuales (1)
- 2003: Quebec City (pierde ante María Sharápova).

### Clasificación en torneos del Grand Slam
| Torneo                 | 1999 | 2000 | 2001 | 2002 | 2003 | 2004 | 2005 | 2006 | 2007 | 2008 | G-P | Títulos |
| ---------------------- | ---- | ---- | ---- | ---- | ---- | ---- | ---- | ---- | ---- | ---- | --- | ------- |
| Australian Open        | 2R   | -    | 3R   | -    | 2R   | 1R   | 1R   | 2R   | 2R   | -    | 6-7 | 0       |
| Roland Garros          | -    | 2R   | -    | 1R   | 2R   | 1R   | 1R   | 1R   | 2R   | 2R   | 4-8 | 0       |
| Wimbledon              | -    | 2R   | 2R   | 1R   | 1R   | 2R   | 1R   | 2R   | 3R   | 1R   | 6-9 | 0       |
| US Open                | -    | 3R   | 1R   | 1R   | 2R   | 1R   | 2R   | 1R   | -    | -    | 4-7 | 0       |
| WTA Tour Championships | -    | -    | -    | -    | -    | -    | -    | -    | -    | -    | 0-0 | 0       |

### Dobles (3)
| Leyenda                    |
| Grand Slam (0)             |
| WTA Tour Championships (0) |
| Tier I (0)                 |
| WTA Tour (3)               |

| N.º | Fecha               | Torneo           | Superficie    | Pareja      | Oponentes en la final               | Resultado      |
| --- | ------------------- | ---------------- | ------------- | ----------- | ----------------------------------- | -------------- |
| 1.  | 13 de marzo de 2004 | Acapulco         | Tierra batida | Lisa McShea | Olga Blahotova Gabriela Navratilova | 2-6 7-6(5) 6-4 |
| 2.  | 28 de mayo de 2004  | Estrasburgo      | Tierra batida | Lisa McShea | Tina Krizan Katarina Srebotnik      | 6-4 6-1        |
| 3.  | 25 de junio de 2004 | 's-Hertogenbosch | Hierba        | Lisa McShea | Jelena Kostanic Claudine Schaul     | 7-6(3) 6-3     |

### Finalista en dobles (1)
- 2004: Birmingham (junto a Lisa McShea pierden ante Maria Kirilenko y María Sharápova).

## Premios
- En la categoría Junior, destacan en alcanzar Wimbledon 1998 QF, barriendo en dobles y singles en el Campeonato Internacional Junior de Venezuela
- Medalla de Oro en los Juegos Panamericanos, edición 2003 y 2007.